# مارک دیویس (بازیگر پورنوگرافی)
مارک دِیویس (انگلیسی: Mark Davis؛ زادهٔ ۶ اوت ۱۹۶۵) یک بازیگر پورنوگرافی اهل انگلستان است.